# Jinhua
För andra betydelser, se Jinhua (olika betydelser).
Jinhua, tidigare känd som Kinhwa, är en stad på prefekturnivå i Zhejiang-provinsen i östra Kina. Den ligger omkring 130 kilometer söder om provinshuvudstaden Hangzhou.
Orten är bland annat känd för framställningen av Jinhuaskinkan.
Centrala Jinhua hade 263 649 invånare vid folkräkningen 2000, med totalt 4,6 miljoner invånare i det område, som staden omfattar.

## Administrativ indelning
Jinhua omfattar två stadsdistrikt, fyra städer på häradsnivå samt tre häraden.
| Område               | Kinesiska (Hanzi) | Areal (km²) | Invånarantal 1 november 2000 |
| Stadsdistrikt        |                   |             |                              |
| -------------------- | ----------------- | ----------- | ---------------------------- |
| Jindong¹             | 金东              | 657         | 475 800                      |
| Wucheng              | 婺城              | 1 388       | 424 859                      |
| Städer på häradsnivå |                   |             |                              |
| Dongyang             | 东阳              | 1 739       | 753 094                      |
| Lanxi                | 兰溪              | 1 310       | 607 196                      |
| Yiwu                 | 义乌              | 1 103       | 912 670                      |
| Yongkang             | 永康              | 1 049       | 557 067                      |
| Häraden              |                   |             |                              |
| Pan'an               | 磐安              | 1 196       | 175 834                      |
| Pujiang              | 浦江              | 900         | 364 138                      |
| Wuyi                 | 武义              | 1 577       | 301 223                      |
| TOTALT               |                   | 10 919      | 4 571 881                    |

¹Distriktet Jindong var ett härad vid folkräkningen 2000, under namnet Jinhua, och har senare fått status som stadsdistrikt.
Stadsdistrikten, som omfattar Jinhuas storstadsområde, hade totalt 900 659 invånare år 2000 på en yta av 2 045 kvadratkilometer.

### Orter
Staden omfattar inte enbart Jinhua med närmaste omgivning utan även flera andra orter. Centrala Jinhua är indelad i åtta gatuområden (jiedao) och hade totalt 263 649 invånare vid folkräkningen 2000.

#### Orter med övre 100000 invånare
| Ort       | Invånarantal 1 november 2000 |
| --------- | ---------------------------- |
| Jinhua    | 263 649                      |
| Choucheng | 234 827                      |
| Wuzhu     | 200 754                      |
| Guli      | 178 187                      |
| Lanjiang  | 155 395                      |
| Puyang    | 113 800                      |

## Klimat
Genomsnittlig årsnederbörd är 1 712 millimeter. Den regnigaste månaden är juni, med i genomsnitt 277 mm nederbörd, och den torraste är november, med 65 mm nederbörd.